# 洞下英人
洞下 英人（ほらげ ひでと、1965年8月22日 - ）は、日本の実業家。サンコーテクノ社長。

## 来歴
千葉県出身。1990年3月 駒澤大学経営学部卒業。1994年新昭和入社。1997年サンコーテクノ入社。2003年 執行役員企画本部長、2004年 取締役、2009年 取締役経営管理本部長、2010年4月 副社長を歴任。
2010年6月、社長に就任。2015年、東京証券取引所市場第2部に市場変更した。